# 佩尼亞什達紹迪

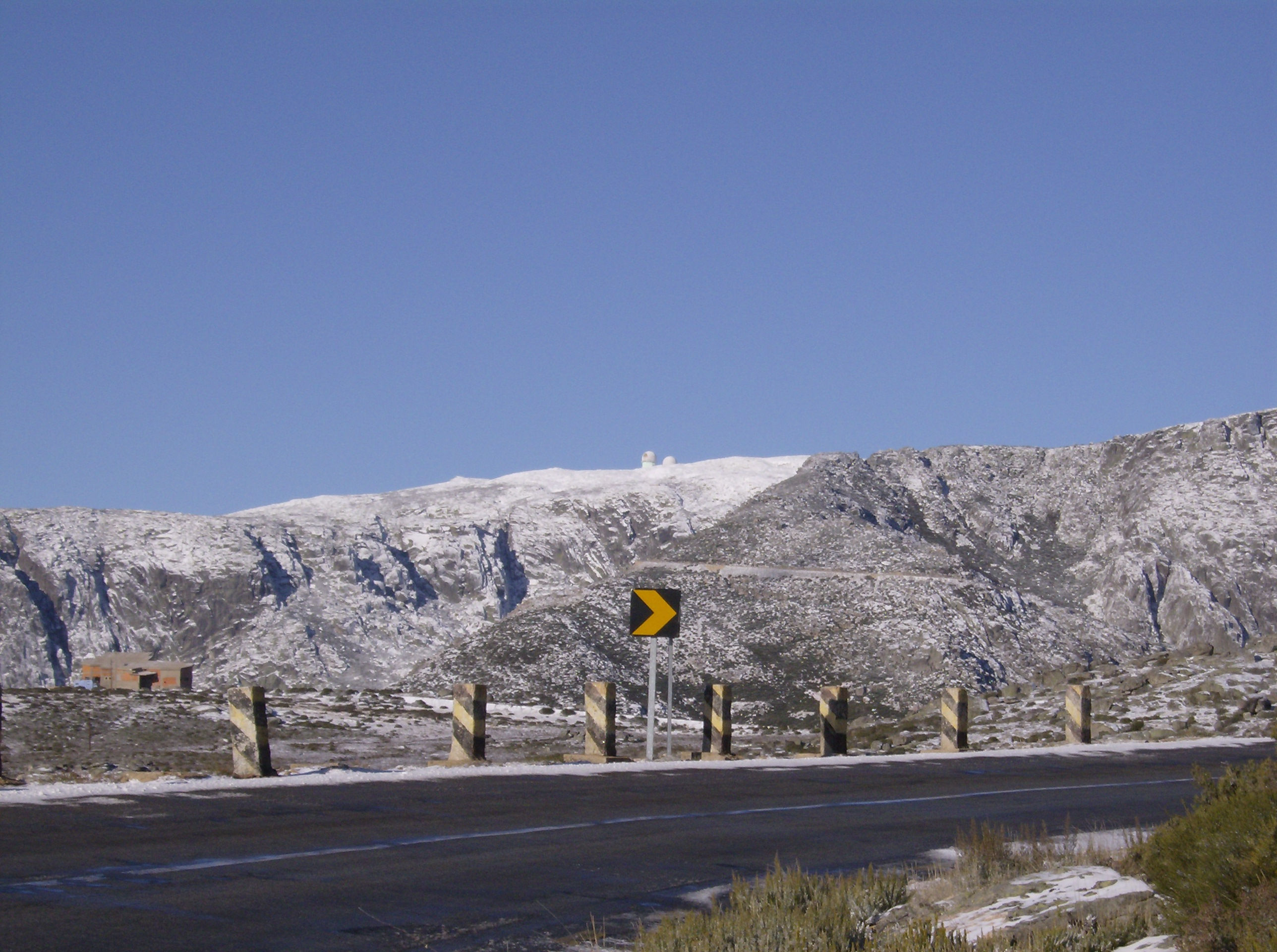

佩尼亞什達紹迪是葡萄牙的村落，位於埃什特雷拉山脈地區，是冬季度假勝地，海拔高度1,500米，受地中海氣候影響，每年平均降雨量1,710毫米。
40°18′N 7°33′W / 40.300°N 7.550°W